# Stiria rugifrons
Stiria rugifrons là một loài bướm đêm trong họ Noctuidae.